# Koninklijke Broederschap van de Heilige Teotonio van Portugal

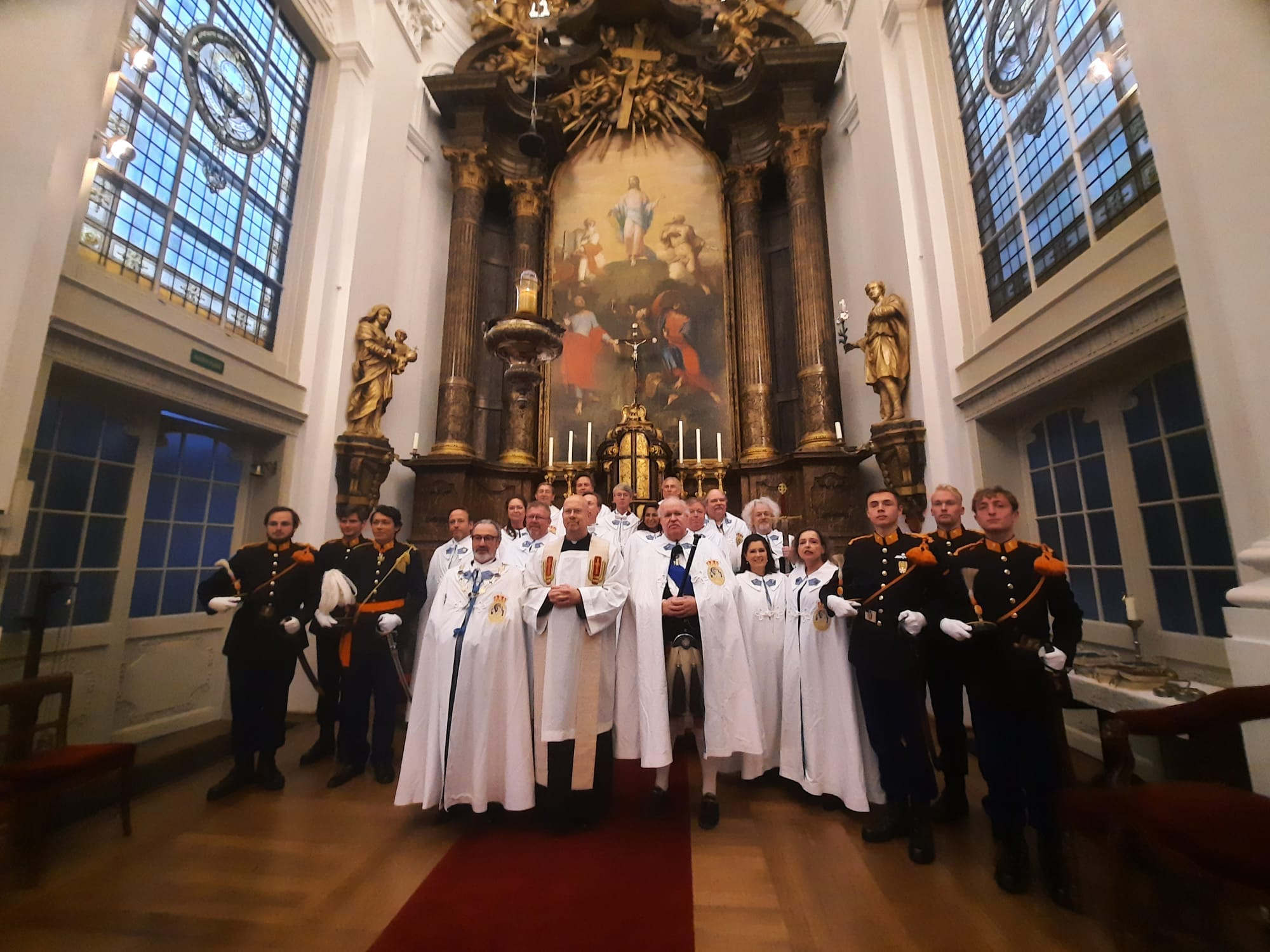

De Koninklijke Broederschap van de Heilige Teotonio (Portugees: Real Confraria de São Teotónio) is een Portugese rooms-katholieke publieke ("seculiere") vereniging van christengelovigen (broederschap) opgericht onder de bescherming van Zijne Koninlijke Hoogheid Dom Miguel de Bragança, hertog van Viseu, Infante van Portugal (broer van Duarte Pio van Bragança, de huidige troonpretendent van Portugal en hoofd van het Huis Bragança) en de spirituele bescherming van monseigneur Dom Abílio Ribas, bisschop van São Tomé en Príncipe. De Real Confraria de São Teotónio stelt zich onder meer tot doel het verdedigen van de cultuur en het gedachtegoed van de christelijke ridderlijkheid en edelmoedigheid, het verbreiden van kennis over de geschiedenis en cultuur van Portugal en het actief participeren in initiatieven op het charitatieve, humanitaire en sociaal-maatschappelijke vlak. De broederschap is vernoemd naar de Heilige Theotonius (1082-1162), de eerste Portugese heilige. Tijdens zijn leven was hij onder andere de eerste prior van de Reguliere Kanunniken van het Heilig Kruis.
De vereniging is opgericht op 2 november 2000. De vaststelling van de statuten van deze seculiere vereniging naar kerkelijk recht en de wijziging daarvan behoeven de goedkeuring van de kerkelijke overheid aan welke de oprichting van de vereniging volgens Canon 312, § 1, toekomt (Canon 314), zie o.a. Canoniek recht. Op 7 mei 2005 heeft deze goedkeuring plaatsgevonden. Het motto van de Broederschap is Surge Rex meus erige Regnum tuum ofwel Sta op mijn Koning en bouw uw eigen Koninkrijk. Ondanks de katholieke grondslag van de vereniging, streeft zij de oecumene na, en staat het lidmaatschap in beginsel open voor alle gezindten.
De kleuren zijn blauw en wit (de eerste Portugese vlag). Internationaal wordt de naam van de broederschap afgekort tot RCST van Royal Confraternity of Saint Teotonio. De broederschap zetelt in de Portugese stad Evora en wordt geleid door een Groot Prior. De huidige Groot Prior is Z.E. Ulisses Pauleta Rolim, Graaf van Rolim en Reigada.
De Koninklijke Broederschap van de Heilige Teotonio staat vermeld in de "Elenco de Órdenes de Caballeria" 2005, in de "Registro de Órdenes de Caballeria del Reino de España" 2006 en in de "Catalogo de Órdenes Extranjeras en España" 2007, uitgegeven door de Academia de Genealogia, Nobleza Y Armas Alfonso XIII (De Alfonso XIII Academie voor Genealogie, Adel en Wapens) in Madrid. De RCST is voorts opgenomen in de Augustan Society. De broederschap ware niet te verwarren met een ridderorde of ridderlijke orde ofschoon de verschillende rangen binnen de broederschap wel overeenkomstig de traditionele ridderlijke graden zijn benoemd, zie hieronder.

## Doelstellingen en structuur
In de statuten van de broederschap worden haar doelstellingen opgesomd. Kort samengevat luiden deze als volgt:
- Het verdedigen van christelijke waarden en het bevorderen van de verering van de Heilige Teotonio (eerste heilige van Portugal).
- Het doen aan liefdadigheid.
- De culturele en historische aspecten van de heilige Teotonio verbreiden.
- Het verlenen van hulp aan medebroeders.
- Het aangaan van allianties met adellijke en ridderlijke organisaties.

#### Beschermheer
Als beschermheer treedt op Miguel de Bragança, hertog van Viseu, infante van Portugal. Hij is de jongere broer van Duarte Pio van Bragança, de troonpretendent van Portugal en hoofd van het Portugese Hof en de koninklijke familie, zie Koninkrijk Portugal. Dom Miguel is baljuw van de Souvereine Militaire Hospitaal Orde van Sint-Jan van Jeruzalem, van Rhodos en van Malta in Portugal (SMOM). Hij was lange tijd voorzitter van de Portuguese Association van de SMOM.
Vanuit de Rooms-Katholieke Kerk treedt op als beschermheer Carlos Kardinaal Amigo Valejo OFM, aartsbisschop van Sevilla, kardinaal priester van S. Maria in Monserrato degli Spagnoli.

#### Patroon
De in Spanje woonachtige koninklijke familie van Georgië (zie geschiedenis van Georgië) treedt op als patroon van de broederschap. Deze familie onderhoudt reeds lang een vriendschappelijke band met het huis Portugal.

#### Graden en decoraties

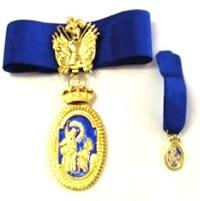
halskruis en miniatuur voor een lid in de Orde van Justitie

De broederschap kent decoraties die aan leden op grond van verdienste ten opzichte van de broederschap worden toegekend. Er bestaan twee orden (de Orde van Verdienste en de Orde van Justitie) met elk drie graden (zowel voor heren als voor dames):
- Grand Croix (Grootkruis)
- Commandeur
- Chevalier (Ridder) of Dame

De leden van de broederschap worden gewoonlijk als broeder of zuster aangesproken.
Voor niet-leden die zich verdienstelijk hebben gemaakt (voor de vereniging of ten aanzien van de doelen van de vereniging) is benoeming tot Heer/Dame van Eer mogelijk. Voor het accepteren van het patronaat door de koninklijke familie van Georgië is voorts een herinneringsmedaille uitgegeven. De koning van wapenen van de broederschap is Segismundo Ramires Pinto. Als heraut van de broederschap treedt op Vitor Escudero de Campos, marques de Sao Vitor.

## De RCST in de Benelux

#### Prioraat Principaal
Binnen de broederschap zijn de landen van de Benelux gezamenlijk ondergebracht in een prioraat principaal. Het Prioraat Principaal voor de Benelux is opgericht in 2011 in Limont in België. Aan het hoofd van dit prioraat staat de Prior Principaal. Deze staat rechtstreeks onder de Groot Prior van de broederschap en wordt tevens bijgestaan door zijn plaatsvervanger, de vice-Prior Principaal.

#### Prioraten en Commanderijen
Binnen het prioraat principaal kennen elk van de drie landen van de Benelux een eigen prioraat (zoals een priorij bij een klooster) met aan het hoofd een prior, eventueel bijgestaan door een vice-prior. Het Prioraat voor het Koninkrijk der Nederlanden is gevestigd in Den Haag. De vice-prior van dit laatstgenoemde prioraat is tevens vice-Prior Principaal voor de Benelux.
Een prioraat kan tevens een of meer commanderijen omvatten, onder leiding van een commandeur. Zo kent het Prioraat voor het Koninkrijk België een Commanderij voor Wallonië en een Commanderij voor de Oblaten, verbonden aan de Abdij van Chevetogne.
De priores en commandeurs vormen tezamen met de Prior Principaal het Kapittel (bestuur) van de broederschap in de Lage Landen.

## Enige bekende leden
De broederschap heeft een aantal bekende leden. Een kleine selectie is hieronder opgenomen.
- Don Carlos Kardinaal Amigo Valejo OFM, aartsbisschop van Sevilla
- Jean-Claude Hollerich, aartsbisschop van Luxemburg
- José Pedreira, bisschop van Viana do Castelo (Portugal)
- José Alves, em. bisschop van Coimbra (Portugal)
- Ramón Echarren Yustriz, em. bisschop van Canárias (Spanje)
- Luigi Bommarito, em. aartsbisschop van Catania (Italië)
- Voormalig koning Kigeli V van Rwanda (oktober 2016 overleden)
- Dom Miguel de Bragança
- Prins David de Bagration van Moukhrany
- Prinses Ana Bagration Gruzinsky
- Prins Ermias Sahle-Selassie Haile-Selassie van Ethiopië
- Prinses Firouzeh Vokhshouri van Jordanië
- Dom Filipe Alberto Folque de Mendoca (Loulé) Conde do Rio Grande
- Don Francisco de Borbón, hertog van Sevilla
- Don Alfredo Escudero y Díaz - Madroñero, marques de Gori
- Prof Dr. Alfonso Ceballos - Escalera y Gila, marques de la Floresta
- Dr. Miguel dos Anjos da Cunha Lisboa Trovoada, oud-president van de Republiek van Sao Tomé e Principe
- Paul E. Patton, gouverneur van Kentucky
- Don Sundquist, gouverneur van Tennessee
- Michael (Mike) Johanns, gouverneur van Nebraska
- Henry The 3rd Earl Kitchener of Khartoum
- Dr. Jànos D. Karászy-Kulin, generaal Hongaarse Nationale Garde